# Rosa pouzinii
El roser de pouzin (Rosa pouzinii) és un arbust de la família de les rosàcies. També rep el nom d'escanyavelles o gavarrera de pouzin.

## Descripció
És un arbust d'entre 1 i 2 metres d'alçada, amb les branques primes, flexibles i amb agullons.
Les fulles mesuren entre 1,5 i 2,5 cm de llargada. Són compostes, amb 5-7 folíols arrodonits o ovalats i doblement dentats.
Les flors són de color rosat, petites i normalment solitàries. Estan sostingudes per pedicel·les llargs. La corol·la té 5 pètals i el calze 5 sèpals reflexos que cauen abans de madurar el fruit. Floreix entre els mesos d'abril i agost.
El fruit és petit, d'uns 12-17 mm, llis i de color vermell.

## Distribució i hàbitat
La seva distribució és bàsicament eurosiberiana.
A Catalunya es pot trobar sobretot en bardisses des d'arran de mar fins a la muntanya mitjana (entre el 0 i els 1.600 metres d'altitud) gairebé a tot el territori.